# Гамильтон, Мария Даниловна
Мари́я Дани́ловна Гамильто́н (Марья Гамонтова; ? — 14 марта 1719, Санкт-Петербург) — камер-фрейлина Екатерины I и одно время любовница Петра I. Казнена в 1719 году за детоубийство, воровство и оскорбительные речи об императрице.

## Биография
Мария Гамильтон происходила из ветви шотландского рода Гамильтонов, основатель которой, Томас Гамильтон, приехал в Россию при Иване Грозном. Вероятно, она была дочерью Виллема (Уильяма), двоюродного брата Евдокии Григорьевны (Мэри) Гамильтон (Хомутовой), жены Артамона Матвеева. Её родственница, Мария Матвеева, родная внучка Артамона Матвеева, тоже была любовницей царя.
Мария Гамильтон появилась при дворе в 1713 году и, используя свою красоту, стала вести легкомысленный образ жизни, обратив на себя внимание царя. Ни о какой романтической привязанности, в отличие от Анны Монс, не упоминается; скорее всего, это была лишь физическая связь, несмотря на сентиментальный флёр, раздутый поздней беллетристикой.
Личный токарь царя Андрей Нартов так упоминает о ней: «Впущена была к его величеству в токарную присланная от императрицы комнатная ближняя девица Гамильтон, которую, обняв, потрепал рукою по плечу, сказал: „Любить девок хорошо, да не всегда, инако, Андрей, забудем ремесло“. После сел и начал точить».
Когда император стал охладевать к Гамильтон, она соблазнила царского денщика Ивана Михайловича Орлова. В январе 1716 года в свите царя они отправились в заграничное путешествие. Орлов, в которого девушка серьёзно влюбилась, также остыл к ней. Любовники постоянно ссорились, Орлов бил её, вдобавок изменял с Авдотьей Чернышёвой, ещё одной метрессой императора Петра. Стремясь его вернуть, Мария одаривала его ценными подарками, в том числе и теми, что могла украсть у императрицы. Затем Мария забеременела (по показаниям горничной, две предыдущие беременности ей удалось прервать, первую в 1715 году, лекарствами, которые она брала у придворных лекарей, говоря что ей нужны средства «от запору»).
Она скрывала свой живот, и родив младенца около 15 ноября 1717 года, тайно утопила его, о чём знала лишь горничная Катерина Екимовна Терповская:

Сперва пришла Мария в свою палату, где она жила и притворила себя больною, и сперва легла на кровать, а потом вскоре велела мне запереть двери и стала к родинам мучиться; и вскоре встав с кровати, села на судно и, сидя, младенца опустила в судно. А я тогда стояла близ неё и услышала, что в судно стукнуло и младенец вскричал… Потом, став и оборотясь к судну, Мария младенца в том же судне руками своими, засунув тому младенцу палец в рот, стала давить, и приподняла младенца, и придавила.

Потом Гамильтон позвала мужа своей горничной, конюха Василия Семёнова, и приказала ему труп младенца выбросить.

### Разоблачение
Разоблачение случилось в 1717 году. Популярная версия, используемая писателями, гласит: из кабинета государя пропали важные бумаги — Орлов написал донос на заговорщиков, отдал царю, тот положил бумагу в карман, а та провалилась за подкладку. Петр подумал, что Орлов, испугавшись, забрал донос, и принялся его допрашивать. Орлов в страхе повалился Петру в ноги и сознался в любви к Гамильтон, наболтав, помимо всего прочего, что они вместе три года и за это время Гамильтон родила мертвых младенцев (что вызвало подозрение Петра, так как в окрестностях дворца, по некоторым указаниям, при чистке дворцового нужника в выгребной яме, или у фонтана, нашли труп младенца, завернутый в дворцовую салфетку). После этого началось расследование.
Историк Семевский, поднимая подлинное судебное «Дело о девке Гамонтовой», пишет, что причина на самом деле была другая. Всё началось с того, что, желая скомпрометировать перед Орловым Авдотью Чернышёву, к которой ревновала, Мария как-то рассказала любовнику, что «Чернышёва, мол, говорила с каким-то денщиком об Екатерине, что та ест воск, и оттого у неё на лице угри». Затем она рассказала придворным дамам, что об этом с Чернышёвой говорил сам Орлов. Вернувшийся из командировки Орлов с ужасом узнал, какие о нём ходят сплетни и кинулся в ноги императрицы. Екатерина, до которой эти сплетни не дошли, была удивлена. Призвали Гамильтон, которая сначала отнекивалась, что пустила слух, потом, когда «её побили», призналась в распространении слуха. Фрейлину заключили в тюрьму. Петр в это время пока был занят розыском по делу царевича Алексея и этой домашней склокой с фрейлиной не занимался. 12 марта в комнатах Гамильтон в Преображенском в присутствии Петра и Екатерины устроили обыск, при котором обнаружили украденные «алмазные и протчие вещи Её Величества», например, одежду, которую она носила сама.
Марию и Орлова перевезли из Москвы в Петербург и заключили в Петропавловскую крепость (они были в числе первых заключенных новопостроенной тюрьмы) и при допросе били кнутом. В апреле была вызвана на допрос горничная, от которой следствие и узнало об убитом младенце (возможно, тело и не было найдено, несмотря на запоминающийся образ найденного в грязи трупика). Затем допросы приостановились до июня. Мария призналась и в воровстве, и в убийстве, но против Орлова показаний не дала, даже под пыткой утверждая, что он ничего не знал.

### Приговор
Пять месяцев спустя, 27 ноября 1718 года, Пётр подписал приговор:

... девку Марью Гамонтову, что она с Иваном Орловым жила блудно и была от него брюхата трижды и двух ребенков лекарствами из себя вытравила, а третьего удавила и отбросила, за такое душегубство, также она же у царицы государыни Екатерины Алексеевны крала алмазные вещи и золотые (червонцы), в чем она с двух розысков повинилась, казнить смертию.

А Ивана Орлова свободить, понеже он о том, что девка Мария Гамонтова была от него брюхата и вышеписанное душегубство детям своим чинила, и как алмазные вещи и золотые крала не ведал — о чем она, девка, с розыску показала имянно.
Служанка фрейлины, как сообщница, приговаривалась к наказанию кнутом и ссылке на год (в другом месте указано — на 10 лет) на прядильный двор. За фрейлину заступались обе царицы — Екатерина I Алексеевна и вдовствующая царица Прасковья Фёдоровна, но безрезультатно — царь не смягчался и ставил в пример другого своего денщика, Василия Поспелова, без раздумий женившегося на забеременевшей фрейлине: «Он не хочет быть ни Саулом, ни Ахавом, нарушая Божеский закон из-за порыва доброты». По некоторым указаниям, непреклонность Петра была связана с тем, что младенцы Гамильтон с таким же успехом могли быть зачаты и им. Дополнительным отягчающим обстоятельством было то, что Гамильтон убила, а не подбросила младенца, и этим пошла против политики Петра в отношении незаконнорождённых младенцев: в 1715 году и позднее он издал особые законы против их дискриминации и основал ряд приютов для таких детей, чтобы поддерживать нацию (на Руси подобное ранее не практиковалось).
14 марта следующего года Мария была обезглавлена на Троицкой площади. Описание казни есть у Шерера, который оказался в России через 40 лет. По его словам, Мария шла на плаху «в белом платье, украшенном черными лентами». «Когда топор сделал своё дело, царь возвратился, поднял упавшую в грязь окровавленную голову и спокойно начал читать лекцию по анатомии, называя присутствовавшим все затронутые топором органы и настаивая на рассечении позвоночника. Окончив, он прикоснулся губами к побледневшим устам, которые некогда покрывал совсем иными поцелуями, бросил голову Марии, перекрестился и удалился».
Орлов, признанный невиновным, был освобождён ещё 27 ноября предыдущего года. Затем его пожаловали в поручики гвардии.
Приговор был относительно мягким. Ещё в царствование Алексея Михайловича за подобное преступление карали более жестко. Хотя «Соборное уложение» не конкретизирует способ казни:

А будет которая жена учнет жити блудно и скверно, и в блуде приживет с кем детей, и тех детей сама, или иной кто по ея велению погубит, а сыщется про то допряма, и таких беззаконных жен, и кто по ея велению детей ея погубит, казнити смертию безо всякия пощады— Соборное уложение. Глава 22, п. 26.
,
но практика была такова, по словам современника:

А смертные казни женскому полу бывают: … за погубление детей и за иные такие ж злые дела живых закопывают в землю, по титки, с руками вместе и отоптывают ногами, и от того умирают того ж дни или на другой и на третей день,— "О России, в царствование Алексея Михайловича.  Современное сочинение Григория Котошихина". Глава 7, Статья 34: Розбойной Приказ

### Голова
В конце XVIII века княгиня Екатерина Дашкова, просматривая счета Российской академии наук, наткнулась на большой расход спирта. Выяснилось, что спирт использовался для смены раствора в больших стеклянных сосудах с двумя отрубленными человеческими головами: мужчины и женщины, около полувека хранившихся в подвале. При изучении архивов нашли, что две заспиртованные головы принадлежат Марии Гамильтон и Виллиму Монсу (брату Анны Монс, казнённому Петром за то, что тот был в фаворе у Екатерины I). Головы осмотрела и императрица Екатерина II, подруга Дашковой, «после чего приказала их закопать в том же подвале». Историк Семевский приводит эту легенду, но высказывает сомнение в ней, так как Дашкова, оставившая подробные мемуары, сама об этом факте не упоминает. Он предполагал, что за голову девушки ошибочно была принята голова мальчика лет 15. В статье 1860 года «Фрейлина Гамильтон» он писал: «Что же касается головы мальчика, так долго состоявшая в подозрении, что она принадлежала девице, мы её видели[…]».
По другим сведениям, голова Виллима до сих пор находится в Кунсткамере, а о голове Марии существует следующая легенда: «Голова хранилась заспиртованной в стеклянной колбе. Однажды неким посетителем спирт был использован по прямому назначению, а голова исчезла. Обеспокоенные хранители музея обратились к морякам стоящего напротив Кунсткамеры корабля с просьбой найти экспонат. Моряки пообещали, однако корабль ушёл и матросы надолго пропали. А чуть ли не через год они появились в музее и предложили взамен одной головы английской леди целых три головы подстреленных басмачей». Непонятно, каким образом всё это могло произойти, если головы были захоронены.

## В искусстве
- Георгий Чулков.  «Мария Гамильтон», поэма (1922). Художник В. П. Белкин, иллюстрировавший поэму, придал героине черты портретного сходства с Ахматовой[10].
- Максимилиан Волошин, «Россия», стихотворение. Упоминание: «В кунсткамере хранится голова, / Как монстра, заспиртованная в банке, /Красавицы Марии Гамильтон…».
- Глеб Алексеев. «Мария Гамильтон», рассказ (1933)
- Фридрих Горенштейн. «Детоубийца», пьеса о Петре и царевиче Алексее, присутствует в качестве персонажа.
- Елена Грушко. «Возлюбленные уста (Мария Гамильтон — Петр I. Россия)»
- Валериан Светлов «Авантюристка», роман с приложением Семевского М. И. «Фрейлина Гамильтон: Исторический очерк».

### Баллада
В Великобритании существует баллада «Mary Hamilton», в которой рассказывается о Мэри Гамильтон, фрейлине королевы Шотландии, которая забеременела от короля Шотландии и утопила ребёнка, за что была казнена — через повешение. Британские исследователи относят её к XVI веку; либо же песня намного более поздняя и действительно основана на сюжете из русской истории.
Ученые ищут пути проникновения мотива: так, во время казни в России находился посол Джеймса Стюарта Старого Претендента Чарльз Воган, и известие могло быть получено через него. Мнения о русских источниках баллады придерживался Вальтер Скотт, до него внимание на сходство обратил Чарльз К. Шарп (Книга баллад, Эдинбург, 1824).